# Marek Rożej
Marek Jarosław Rożej (ur. 26 marca 1976 w Końskich) – polski lekkoatleta i trener lekkoatletyki.

## Życiorys
Jest synem Janiny i Wiesława Rożejów. Jego ojciec jest działaczem sportowym, prezesem Świętokrzyskiego Związku Lekkiej Atletyki.
Ukończył technikum mechaniczne w Końskich oraz wrocławską Akademię Wychowania Fizycznego. W młodości trenował lekkoatletykę, był zawodnikiem Olimpu Końskie, Żaka Kielce i AZS-AWF Wrocław. W 1995 zajął 8. miejsce w finale biegu na 400 metrów przez płotki podczas mistrzostw Polski seniorów.
Od 2001 pracuje jako trener w AZS-AWF Wrocław, od 2008 także jako trener w reprezentacji Polski, gdzie początkowo prowadził razem z Janem Widerą młodzieżową kadrę w biegu na 400 metrów przez płotki. Jego zawodnikami byli lub są m.in. jego późniejsza żona Marta Chrust-Rożej, Rafał Omelko, Anita Hennig, Jakub Krzewina, Joanna Linkiewicz, Natalia Kaczmarek. Jego największym sukcesem trenerskim jest złoty medal sztafety mieszanej 4 × 400 metrów podczas letnich igrzysk olimpijskich w Tokio (2021). Odpowiadał za męską część tej sztafety (kobiecą prowadził Aleksander Matusiński).
Został trenerem roku 2021 na Dolnym Śląsku w Plebiscycie Gazety Wrocławskiej. Otrzymał też tytuł Ambasador Regionu Świętokrzyskiego w Plebiscycie Sportowym Świętokrzyskie Gwiazdy Sportu 2021.

## Odznaczenia
- Krzyż Komandorski Orderu Odrodzenia Polski (2024)[9][10]
- Krzyż Oficerski Orderu Odrodzenia Polski (2021)[11]